# 單向度的人
《單向度的人：發達工業社會的意識型態研究》（英語：One-Dimensional Man: Studies in the Ideology of Advanced Industrial Society）為德裔美國哲學家赫伯特·馬爾庫塞於1964年所出版的著作。該書同時對當代資本主義社會和蘇聯的共產主義社會提出批評，同時比較兩種社會新型態的社會壓迫手段的相似之處，並因此結論西方社會的變革潛力正在減弱。馬爾庫塞批評「發達工業社會」為民眾提供虛假需求，藉由大眾傳媒、廣告、工業管理和當代各種思維模式將個人整合入當今由生產和消費所主導的社會當中。
上述因素使得民眾的行為和思考模式逐漸「單向化」，批判性思維能力和反抗意識亦日益淡化。其中“单向化”是指在资本主义社会中，人们的思维和行为趋向于单一、扁平化的趋势。这个概念反映了作者对当代社会中个体自由被商品化、消费主义盛行、大众文化同质化等现象的批判。
馬爾庫塞於在書中分析工業勞動階級和資本主義社會的整合過程，以及資本主義社會新型態的維穩機制，並質疑馬克思主義學說的一些假設，諸如具反抗意識的無產階級，以及經濟危機發生的不可避免。不同於正統馬克思主義的觀點，馬爾庫塞不主張將少數群體、局外人、以及知識階層中的激進分子等力量整合，而是鼓勵這些行為模式和思考模式相異的力量提出激進的觀點和反對意見。馬爾庫塞認為所謂馬克思主義國家盛行的官僚風氣對自由的壓迫並不少於西方資本主義社會對自由的壓迫。
《單向度的人》為馬爾庫塞的成名作。

## 概要
馬爾庫塞對消費主義和現代「工業社會」提出非常尖銳的批評，並指出兩者皆為社會控制手段。馬爾庫塞指出，儘管消費主義工業社會看似民主，實則是變相的極權主義社會。由於科技日益發達，科技的絕對理性滲透到人民生活的各個層面，並佔有絕對主導力量，因此可說是一種霸權。現代工業社會的霸權並非以虛假意識的形態出現，而是逐漸成為現實。
現代工業社會並進一步以「富裕社會」的型態出現，而正因人們生活舒適程度的提升掩飾了社會壓迫性的本質，使得社會控制更加有效而難以察覺。換而言之，現代「富裕社會」的特性有效地限制各種政治力量推翻資本主義的可能性。
馬爾庫塞認為，在消費主義社會中，少數人藉由將「快樂」商品化，主導著多數人對「自由」的想像。在「不自由」的精神狀態中，消費者為滿足基本需求而非理性地超時工作，包括忽略自身心理健康和過度生產造成的環境汙染，而人際關係則高度仰賴物質需求維繫。
消費主義社會最不合理的特點在於，新產品的出現往往意味著舊產品的淘汰，而新產品的出現創造了人們購買新產品的需求，人們為購買新產品而更加賣力工作，此一循環維繫著這種經濟模式的供需關係。而在這種社會中，個人將失去人性，並同時成為工業機器的工具和消費機器的齒輪。此外，廣告的作用在於維繫消費主義社會的運作，藉由膚淺、粗俗的訊息暗示人們「快樂」可被購買。這種後果除了解構平常人與人之間的互動模式，亦對人們的心理健康造成極大傷害。
除消費主義外，亦存在著其他類型的生活型態。反消費主義運動反對任何非必要的消費、勞動、資源浪費等，惟在消費主義社會中，反消費主義這一生活型態亦可藉由廣告將之商品化，因為在消費主義社會中，萬物皆可被商品化，包括實際需求在內。

## 評價
道格拉斯·凱爾納認為《單向度的人》為1960年代最重要的書籍之一，認為該書提出了二十世紀最具顛覆性的觀點之一。作者在書尾引用了華特·班雅明的名言「正是因為那些沒有希望的事，我們才得到希望。」作為結尾，可見其對當代社會未來的發展持悲觀態度，但這並不影響此書成為日後不少新左翼人士的啟蒙之作，和作者一樣，這些人同時對資本主義社會和蘇聯式共產主義社會皆有所不滿。
哲學家隆納·阿朗森於2018年的一篇文章中稱讚了馬爾庫塞的先見之明，認為作者當年提出的觀察和警惕，用於描述今日的社會甚至比當年的社會更加貼切。

## 外部連結
- 全文 （页面存档备份，存于）（英文）
- 中譯版 （页面存档备份，存于）（简体中文）